# Ciclofilina D
La Ciclofilina D (CypD, de l’anglès Cyclophilin D) és una peptidil-prolil isomerasa localitzada a la matriu mitocondrial, que actua com a regulador positiu del porus de transició de permeabilitat mitocondrial (mPTP). Forma part de la família de les ciclofilines i està codificada pel gen PPIF en el genoma humà. La CypD regula l’obertura del mPTP i el sensibilitza en presència de calci i estrès oxidatiu, de manera que està involucrada en els processos de mort cel·lular en diverses malalties com neurodegeneratives, cardiovasculars i trastorns associats a l’envelliment.
A més, CypD pot ser inhibida per la ciclosporina A (CsA), que actua evitant l’obertura del mPTP i protegint contra la mort cel·lular en situacions d’estrès oxidatiu o lesions isquèmiques.